# Lo stupefacente Wolf-Man
Lo stupefacente Wolf-Man (The Astounding Wolf-Man) è una serie a fumetti di genere horror/supereroistico pubblicata dalla Image Comics a partire da maggio 2007, creata da Robert Kirkman, autore noto soprattutto per la serie horror The Walking Dead ed illustrata da Jason Howard. Tratta di Gary Hampton, un capo d'azienda che, dopo essere stato morso da un licantropo, decide di usare i poteri derivanti dalla maledizione per fare del bene e diventare un supereroe.

## Personaggi
- Gary Hampton/Wolf-Man - il protagonista della serie, un imprenditore di successo che, dopo essere sopravvissuto all'attacco di un lupo mannaro ed esserlo diventato a sua volta, decide di usare i suoi nuovi poteri per diventare un supereroe battezzato Wolf-Man dalla stampa.
- Zechariah - un vampiro che si è presentato a Gary subito dopo la sua scoperta delle sue capacità proponendosi come suo mentore. Aiuta Gary a capire e controllare i suoi poteri ma i suoi veri scopi non sono chiari. Durante un alterco uccide Rebecca, la moglie di Gary.
- Rebecca Hampton - è la moglie di Gary. Nel n. 7 ha una discussione con Zechariah, durante il quale lo colpisce al volto e il vampiro, momentaneamente accecato dalla rabbia, reagisce spezzandole il collo.
- Chloe Hampton - è la figlia quattordicenne di Gary e Rebecca. Odia la piega presa dalla vita della sua famiglia da quando il padre è diventato un licantropo.
- Actioneers - un team di supereroi che vengono uccisi e successivamente resuscitati come vampiri servitori di Zechariah. I membri sono:
  - Kinetic (leader)
  - Sergente Superior
  - Code Blue
  - Minotaur
  - Mecha Maid
- Jacobsen - un influente lupo mannaro che con il suo branco dà la caccia a Zechariah, colpevole, a suo dire, di aver ucciso sua figlia per berne il sangue. Dopo che Gary apparentemente uccide il vampiro, Jacobsen si ritira dichiarandosi amico di Wolf-Man.

## Pubblicazione italiana
In Italia la serie è stata pubblicata dapprima dalla casa editrice Magic Press, che ha proposto il primo volume della collected editions americana:
- Lo stupefacente Wolf-Man Vol. 1 - contiene The Astounding Wolf-Man 1-7; ISBN 9788877593078

Successivamente i diritti della serie sono passati all'editore SaldaPress che l'ha proposta (ripubblicando anche le storie già edite da Magic Press) da maggio 2015 in appendice alla rivista spillata mensile Invincible. 
Dal 2017 la serie viene ripubblicata in formato TP
| Volume | Titolo                          | data di uscita | ISBN          |
| ------ | ------------------------------- | -------------- | ------------- |
| 1      | La maledizione della luna piena | agosto 2017    | 9788869190971 |
| 2      | Eredità di sangue               | giugno 2018    | 9788869193804 |
| 3      | -                               | -              | -             |
| 4      | -                               | -              | -             |